# Georges Maurisson
Georges Maurisson est un homme politique français né le 22 mars 1883 à Theil-sur-Vanne (Yonne) et décédé le 12 novembre 1967 à Vaux-sur-Lunain (Seine-et-Marne)

## Biographie
Diplômé de l’École libre des sciences politiques, avocat au barreau de Paris, c'est un ancien président de la fédération des étudiants. Gravement blessé et prisonnier pendant la première guerre mondiale. Il est député du Loiret de 1919 à 1924, inscrit au groupe de l'Entente républicaine démocratique.

## Sources
- « Georges Maurisson », dans le Dictionnaire des parlementaires français (1889-1940), sous la direction de Jean Jolly, PUF, 1960 [détail de l’édition]